# Мезопітек
Мезопітек (від лат. Mesopithecus — «середня мавпа» через середню між Hylobates і Semnopithecus статурою) — це вимерлий рід мавп, який мешкав у Європі та Азії 7–5 мільйонів років тому. Мезопітек нагадував сучасну макаку, з довжиною тіла близько 40 сантиметрів. Він був пристосований як до ходьби, так і до лазання, мав струнке тіло з довгими м'язистими кінцівками та гнучкими пальцями. Його зуби припускають, що він харчувався переважно м'яким листям і плодами. Колись вважалося, що ці вимерлі мавпи можуть бути предками сірого лангура, але дослідження 2004 року показало, що вони більш тісно пов'язані з кирпатими мавпами та дуками.

## Mesopithecus ucrainicus
На території України рештки мазопітека (Mesopithecus ucrainicus) були знайдені біля села Гребеники та зафіксовані в трудах та публікаціях М. А. Гремяцького, А. С. Тесакова. та Є.Н Мащенко.

## Галерея

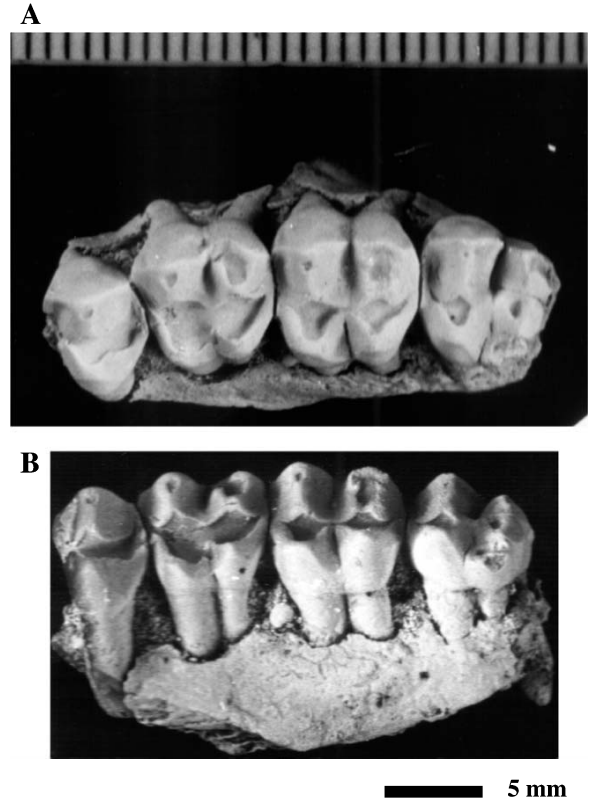
Фрагмент лівої верхньої щелепи Mesopithecus ucrainicus з Гребеники 1
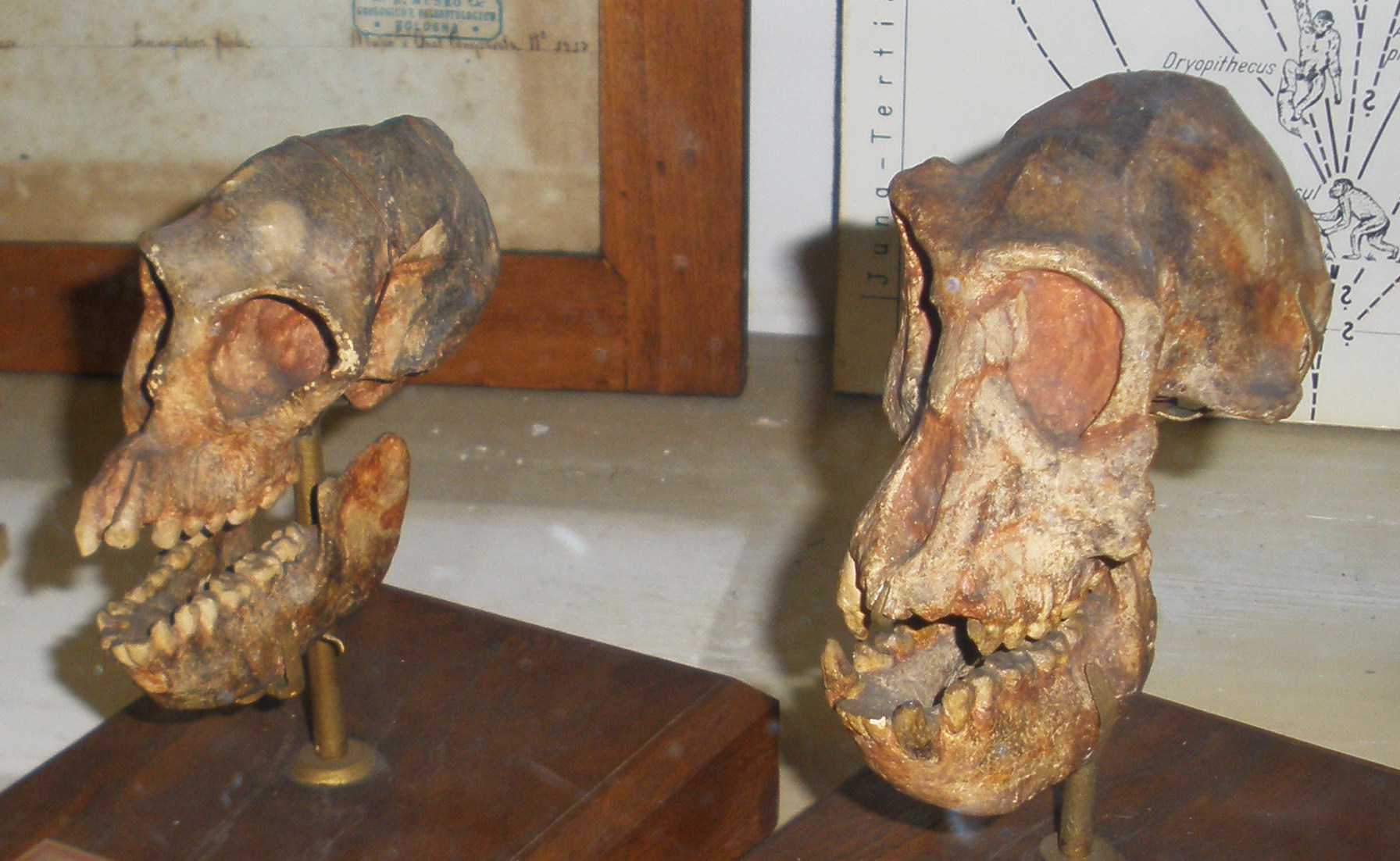
Черепа Mesopithecus pentelici
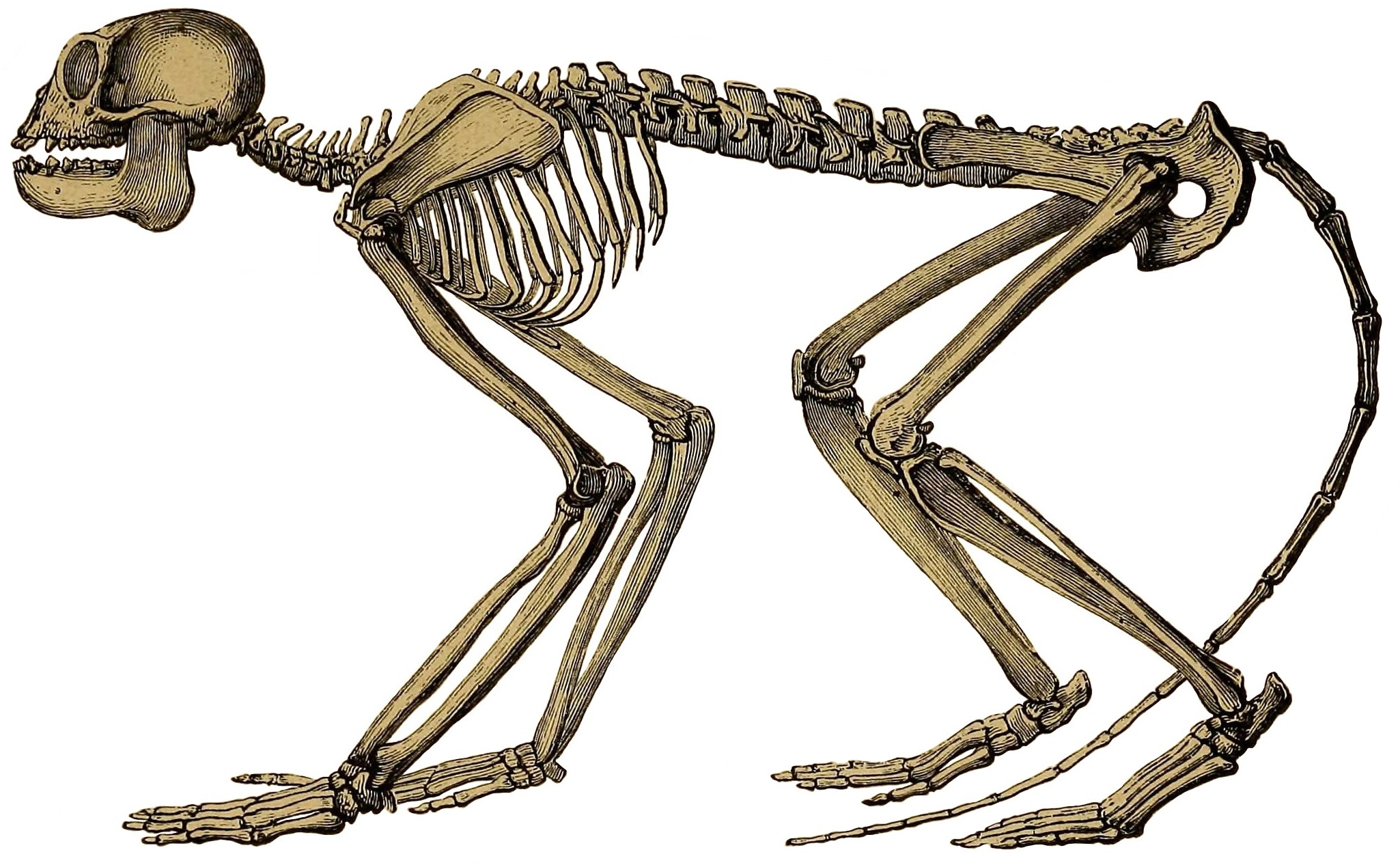
Реставрація скелета